# Ільницький Роман
Роман Ільницький (псевдо:«Кричевський»; 18 червня 1915, с. Кривче, Галицько-Буковинське генерал-губернаторство — 2 лютого 2000, Нью-Йорк, США) — український педагог, магістр бібліотечної справи, редактор, публіцист, історик, громадсько-політичний діяч, заступник міністра народного господарства в УДП, голова Політради ОУНз.

## Біографія
Роман Ільницький народився 18 червня 1915 року в селі Кривчому, нині Борщівський район, Тернопільська область.
Навчався у гімназіях в містах Чортків, Тернопіль (1925—1930), Рогатин, Малій Духовній семінарії у Львові.
Був членом ОУН.
Після проголошення 30 червня 1941 року у Львові Акту про відновлення Української держави і створення українського уряду (УДП) став у ньому заступником міністра народного господарства.
Але вже на початку липня 1941 року Степан Бандера, глава проголошеного уряду Ярослав Стецько, члени уряду Лев Ребет та Роман Ільницький були заарештовані і вивезені в Берлін для слідства, а через два місяці відправлені у спеціальне відділення для політв'язнів концтабору Заксенхаузен.
Протягом 1945—1949 років — видавець і редактор тижневика «Час», голова Міжнародного Союзу Екзильної Преси та генеральний секретар міжнародного комітету переміщених осіб і політемігрантів у Німеччині (1947—1952), редактор «Українського самостійника» (1955—1956).
Після вбивства в Німеччині 12 жовтня 1957 Лева Ребета, Ільницький став третім головою Політради ОУНз.
Автор праці «Deutschland und die Ukraine 1934—1945».
Помер 2 лютого 2000 року в Нью-Йорку, США.